# Tonie Marshall
Tonie Marshall (Neuilly-sur-Seine, 29 novembre 1951 – Parigi, 12 marzo 2020) è stata un'attrice, sceneggiatrice e regista francese.
Nel 2000 divenne la prima donna a ricevere il Premio César per il miglior regista per il film Sciampiste & Co..

## Biografia
Figlia dell'attore e regista americano William Marshall e dell'attrice francese Micheline Presle, debuttò al cinema come attrice nei primi anni settanta, interpretando fra gli altri Niente di grave, suo marito è incinto (1973) di Jacques Demy, ma in seguito recitò soprattutto in diversi lavori per la televisione. 
Esordì alla regia e alla sceneggiatura nel 1989 con il film Pentimento. Seguirono Pas très catholique (1994) e Enfants de salaud (1996), ma il grande successo arrivò nel 1999 con Sciampiste & Co., commedia corale femminile che superò il milione di spettatori in patria e vinse ben quattro Premi César (miglior film, miglior regia, miglior sceneggiatura e miglior promessa femminile alla futura star internazionale Audrey Tautou), prevalendo sui più quotati avversari La ragazza sul ponte di Patrice Leconte e Giovanna d'Arco di Luc Besson. Diresse la "TaboTabo Films", una società di produzione da lei creata nel 1993. 
Morì a Parigi il 12 marzo 2020, all'età di 68 anni, per complicazioni di un tumore polmonare.

## Filmografia parziale

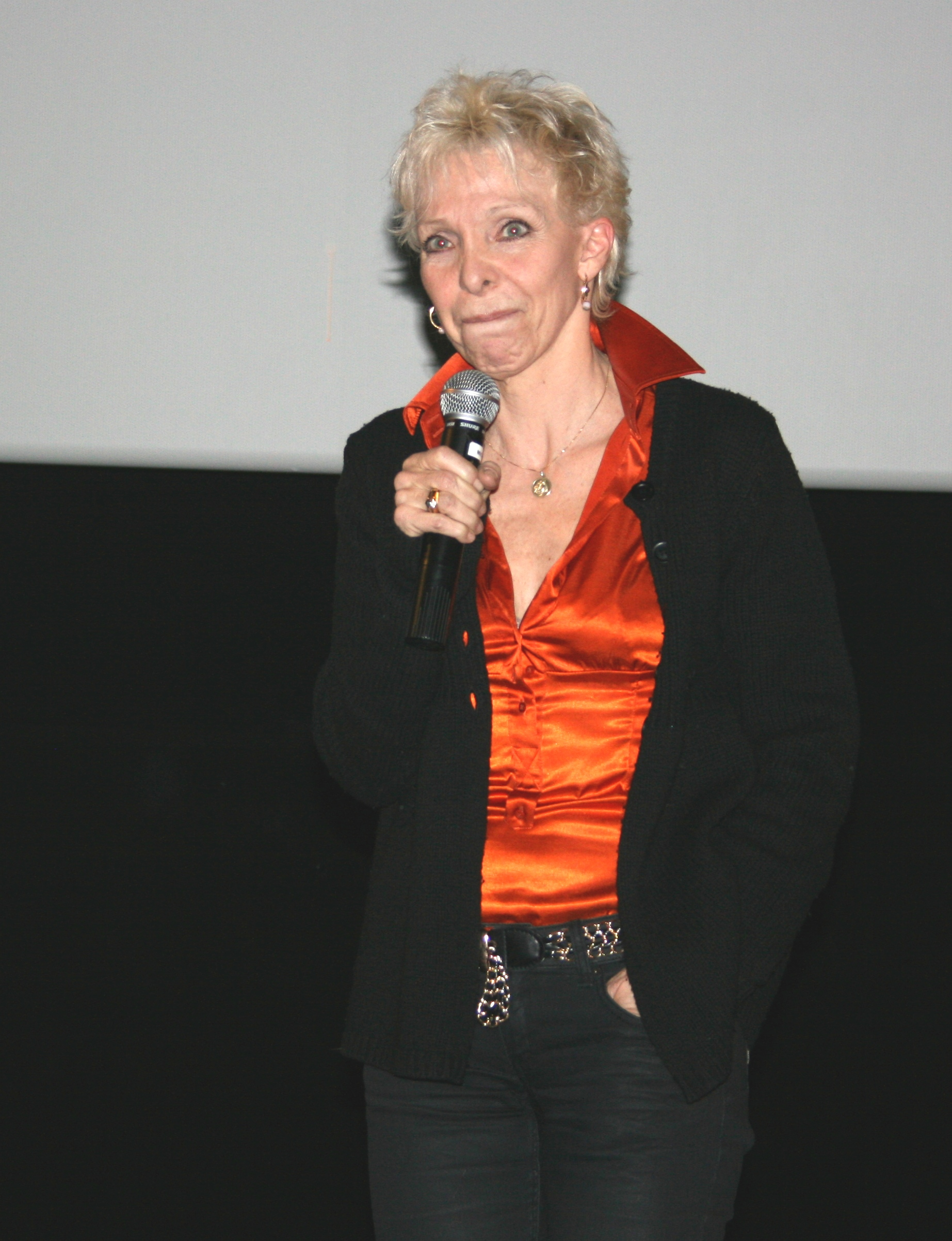
Tonie Marshall all'anteprima di Passe-passe all'UGC Ciné Cité Les Halles, a Parigi, il 15 aprile 2008.

### Regista e sceneggiatrice
- Pentimento (1989)
- Pas très catholique (1994)
- Enfants de salaud (1996)
- Sciampiste & Co. (Vénus beauté (institut)) (1999)
- Au plus près du paradis (2002)
- France Boutique (2003)
- Passe-passe (2008)
- Sesso, amore e terapia (2014)

### Attrice
- Niente di grave, suo marito è incinto (L'événement le plus important depuis que l'homme a marché sur la lune), regia di Jacques Demy (1973)